# 아리피프라졸

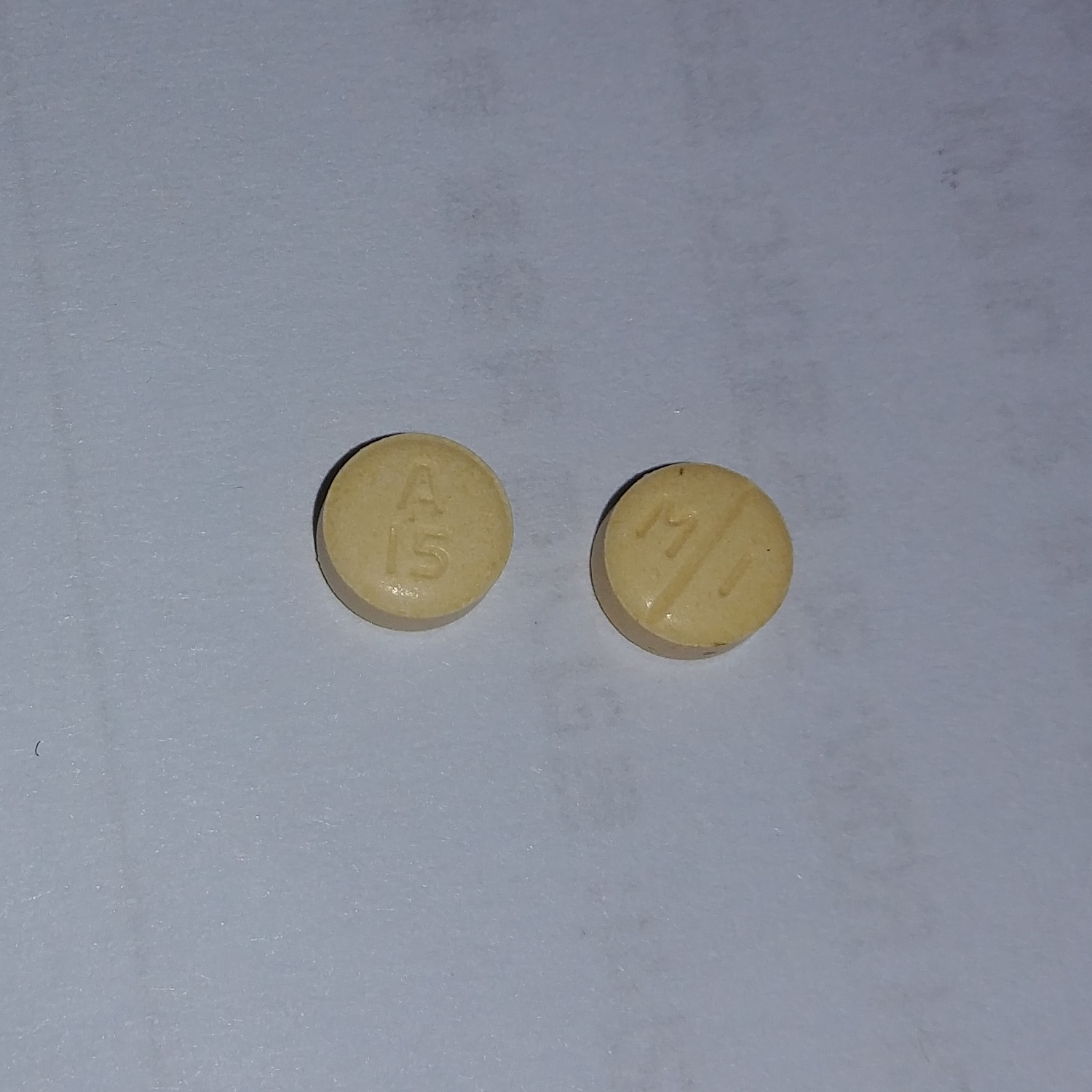
레피졸정 15mg (명인제약)

아리피프라졸(Aripiprazole)은 일본 오츠카 제약이 개발하여, 페닐피페라진 계열에 속하는 항정신병제이다. 오츠카제약의 상표명인 아빌리파이(Abilify)로도 알려져 있다. 상표명은 Ability(능력)에 동사를 만드는 접미사 -ify가 붙어 만들어졌다. 주로 조현병(정신분열증)과 양극성장애(조울증), 특히 급성 조증 치료에 쓰인다. 기타 주요 우울 장애, 강박 장애, 틱 장애, 자폐증과 관련된 과민 증세에 대한 추가 치료제로 사용되는 경우가 있다.

## 적응증
- 조현병(정신분열병)
- 양극성 장애와 관련된 급성 조증 및 혼재 삽화의 치료
- 주요 우울증 치료의 부가 요법제
- 소아 및 청소년의 뚜렛 장애 및 자폐 장애와 관련된 과민증

조현병에 대하여서는 리스페리돈 등 주요 항정신병제 이후 2차 치료제로 권장되나 재발 방지 효과에는 논란이 있다. 양극성장애의 경우 아리피프라졸은 급성 조증 삽화 치료에 특히 효과적이며, 유지 요법으로 사용하면 재발 방지에도 효과가 있으나 양극성 우울증에 대하여서는 유용하지 않은 것으로 보고된다. 간혹 주요 우울 장애의 추가 치료제로 효과를 보이는 환자가 있으나 대부분의 경우에는 효과가 없거나 미미하며 체중 증가 및 운동 장애와 같은 부작용의 빈도가 비교적 높다. 틱 장애나 강박 장애의 과민성이나 과잉행동 치료에 효과가 있다는 연구가 있다.

## 약리 작용
아리피프라졸 제제의 조현병 치료제 '아빌리파이'는 1988년 일본 오츠카 제약이 개발하여, 2002년 11월 미국 FDA에서 조현병 치료제로 판매 승인을 받았다.
아리피프라졸은 페닐피페라진 계열에 속하는 조현병 치료제 중 유일무이한 도파민 부분 효능제이기 때문에, 도파민 분비를 차단하는 도파민 길항제 의약품들과 달리 도파민 D2 수용체에 부분적으로 작용하며, 도파민이 과도하게 분비된 상태에서는 도파민의 농도를 낮춰주는 길항제로, 도파민 분비량이 부족한 상태에서는 도파민 효능제로 작용하여 도파민의 분비량을 일정 수준으로 유지시킨다.
조현병(정신분열병)의 양성 및 음성 증상 개선은 물론, 체중 증가 및 추체 외로계 장애(EPS)와 같은 부작용이 현저히 적어 내약성이 우수하다. 또한 양극성 장애의 급성 조증에도 효과를 나타내며, 정신분열증을 동반하는 주요 우울장애 치료의 부가 요법제로서의 적응증을(조현병 치료제 중 유일무이하게) 획득함으로써 치료영역의 확장을 이루었다. 따라서, 급성 및 만성 정신질환 및 기분조절 장애에 대한 강력한 임상효과와 적은 부작용으로 환자의 높은 복용 순응도를 기대할 수 있다.

## 종류
물질 및 용도 특허 만료 이후, 환인제약을 비롯한 명인제약 등 국내 업체에선 동일 성분의 제네릭 의약품으로 출시한 바 있다.
- 오리지널
  - 아빌리파이정(한국오츠카제약) : 1/2/5/10/15mg
- 제네릭 의약품
  - 레피졸정(명인제약) : 1/2/5/10/15/30mg
  - 아리피졸정(환인제약) : 1/2/5/10/15/30mg
  - 아빌라핀정(현대약품) : 1/2/5/10/15mg

## 주의 및 부작용
- 인식력과 운동 수행 능력 장애 : 조현병 치료제 아리피프라졸은 대부분 판단, 사고, 운동 능력을 혼돈시킬 수 있다. 아리피프라졸을 복용하는 환자들에게 바람직하지 않은 영향을 주지 않음이 확실해질 때까지 환자들에게 자동차를 비롯한 위험한 기계 조작은 가급적 피하도록 한다.

- 자살과 관련된 행동 : 조현병을 비롯한 조울증, 우울증은 자살 위험성이 내재되어 있으므로 자살 위험성이 매우 높은 환자들에 대한 약물 치료시 철저히 감독해야 한다. 이 약은 성인의 주요 우울증 치료의 부가 요법제로 승인되어 있으므로, 자살 목적 등 과량 투여의 위험을 막기 위해 환자 관리에 필요한 최소량으로 처방해야 한다.

- 충동성 조절 장애 : 미국 FDA와 일본 후생노동성이 조현병 치료제인 아리피프라졸의 시판 후 평가 중 발생한 이상반응으로는 강박장애, 제어할 수 없는 충동성 조절 장애 및 빈도를 알 수 없는 병적 도박과 성욕 항진증 등이 있다. 미국 FDA와 일본 후생노동성은 병적 도박에 대한 부작용은 약물 라벨에 포함돼 있지만 이 경고만으로는 충동성 조절 장애 등의 위험성을 배제할 수 없다며 경고 이유를 밝혔다. 일반적 주의 사항에 병적 도박과 관련해 아리피프라졸로 치료받는 환자에게서 시판 후 이상 반응으로 병적 도박이 보고된 바 있다며 도박에 대한 이력이 있는 환자는 병적 도박의 위험성이 증가될 수 있으며 주의 깊게 모니터링해야 한다고 당부했으나, 약물 복용에 따른 충동성 조절 장애는 약물 투여량을 점진적으로 줄이거나 중단하면 사라졌다고 전했다.

## 특허 분쟁
일본 오츠카사의 물질 특허는 대한민국에서는 2014년 3월초에, 미국에서는 2015년 4월에 만료되었다.
이에 북미와 유럽 등 전 세계 제약사에서 다수의 제네릭 의약품을 출시하였다. 오츠카사는 정신분열병 이외에 양극성 장애, 주요 우울장애 치료의 부가 요법제 등 기타 용도에 대하여 2022년에 용도 특허가 최종적으로 만료된 바 있다. 환인제약과 명인제약 등 국내 업체들은 동일성분 제네릭 의약품의 허가 범위에 조현병을 뺀 적응증을 제외하기로 한국오츠카와 2013년에 합의하고 허가를 받았으나, 2015년에 이중 영진약품과 동화약품이 용도특허 무효 신청을 냈다.

## 같이 보기
- 항정신병제제(조현병 치료제)